# Anasaitis scintilla
Anasaitis scintilla là một loài nhện trong họ Salticidae.
Loài này thuộc chi Anasaitis. Anasaitis scintilla được Elizabeth Bangs Bryant miêu tả năm 1950.